# Alison Wonderland

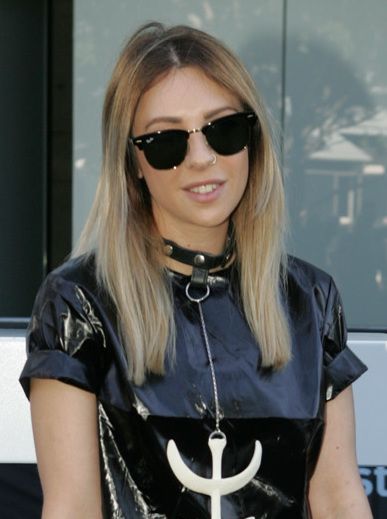
Alison Wonderland år 2013.

Alison Wonderland, egentligen Alex Sholler, född 1986, är en musikproducent och DJ från Sydney i Australien. 
Hon släppte sin första singel Get Ready år 2013 och senare en EP Calm Down året därpå. Debutskivan Run släpptes den 20 mars 2015.
Alex blev nominerad på musikgalan ARIA Music Awards år 2015 för Best Video och Best Dance Release.
Hon har även remixat ett antal låtar från andra artister som till exempel Justin Bieber.

## Diskografi
- 2014 - Calm Down[3]
- 2015 - Run[4]